# Super Mario Maker
Super Mario Maker – komputerowa gra platformowa i edytor poziomów stworzony przez japońską firmę Nintendo. Został wydany 11 września 2015 na konsolę Wii U oraz 2 grudnia 2016 na Nintendo 3DS. W czerwcu 2019 wydano kontynuację gry – Super Mario Maker 2.

## Rozgrywka
Produkt składa się z dwóch odrębnych części, gry i edytora. W edytorze poziomów można tworzyć dowolne plansze z dostępnych przedmiotów. Ukończone mapy można udostępnić dla innych osób, które mogą w nie zagrać. W grze zawarto wyzwanie „100 Mario Challenge” polegające na przejściu stu losowo wybranych map.

## Odbiór
W ciągu pierwszych trzech tygodni od premiery sprzedano 245 000 kopii. Krytyk z IGN dobrze ocenił czytelny interfejs, który pozwala na szybką naukę tworzenia map. Pochwalił także tryb „10 Mario Challenge”. Uznał, że jest krótki, ale szeroki wybór map inspirowanych starszymi odsłonami serii powoduje pozytywne doznania. Skrytykował natomiast brak filtrowania listy znajomych.